# ザ・ウェイウォード・サンズ・オブ・マザー・アース
『ザ・ウェイウォード・サンズ・オブ・マザー・アース』（The Wayward Sons of Mother Earth）は、イギリスのヘヴィメタル・バンド、スカイクラッドが1991年に発表した初のスタジオ・アルバム。

## 解説
本作のレコーディング当時、バンドは正式なフィドル奏者が不在で、セッション・プレイヤーのマイク・エヴァンスがフィドルを担当した。そして、バンドは本作のリリースに伴うツアーのために、正式フィドル奏者のフリーザ・ジェンキンスとセッション・ギタリストのダニー・ポーターを迎えるが、最終的にはポーターに代わり、キース・バクスターの友人デイヴ・ピューが正式なセカンド・ギタリストとして加入した。
Eduardo Rivadaviaはオールミュージックにおいて5点満点中3点を付け「スラッシュメタル、イギリスのフォークソング、中世のファンタジーを取り入れた歌詞を結び付けるというスカイクラッドの野心的な試みは、時には明らかに無理を感じさせることもあるが、画期的なデビュー作として結実している」と評している。また、Dom Lawsonは2017年、本作収録曲「ザ・ウィダシンズ・ジグ」を「まさにフォーク・メタルというジャンルの原点」と評している。

## 収録曲
特記なき楽曲は作詞：マーティン・ウォルキーア／作曲：スティーヴ・ラムゼイ。3.はインストゥルメンタル。
1. スカイ・ビニース・マイ・フィート - The Sky Beneath My Feet – 5:41
2. トランス・ダンス - Trance Dance (A Dreamtime Walkabout) – 5:29
  - 作詞：マーティン・ウォルキーア／作曲：スティーヴ・ラムゼイ、グレアム・イングリッシュ
3. ア・ミニッツ・ピース - A Minute's Piece – 1:11
  - 作曲：グレアム・イングリッシュ
4. ザ・ウィダシンズ・ジグ - The Widdershins Jig – 3:41
5. ダイング・アイランド - Our Dying Island – 7:08
6. ペイガン・マン - Intro: Pagan Man – 0:49
7. クレイドル・ウィル・フォール - The Cradle Will Fall – 6:23
8. スカイクラッド - Skyclad – 5:04
9. ムーングリーム・アンド・メドウスウィート - Moongleam and Meadowsweet – 4:35
  - 作詞：マーティン・ウォルキーア／作曲：グレアム・イングリッシュ
10. ターミナス - Terminus – 6:37

## 参加ミュージシャン
- マーティン・ウォルキーア - ボーカル
- スティーヴ・ラムゼイ - リードギター、リズムギター、アコースティック・ギター
- グレアム・イングリッシュ - ベース、クラシック・ギター
- キース・バクスター - ドラムス、パーカッション

アディショナル・ミュージシャン
- マイク・エヴァンス - フィドル
- ログ・パターソン - キーボード、ピッコロ
- ジョー・カプラニ - ボイス(on #6)
- ドミニク・ミラー - クラシック・ギター(on #9)